# Alexandre Alencar
Alexandre Alberto Alencar (Manaus, 1929 — , 1991) foi um médico neuropatologista brasileiro.
Foi professor titular de patologia clínica I e II da antiga Faculdade de Medicina de Vassouras (Rio de Janeiro), hoje Universidade Severino Sombra, e professor e pesquisador da Universidade Federal Fluminense, com cerca de 120 trabalhos publicados.